# Chiesa dei Santi Giovanni Battista e Rocco (Germignaga)
La chiesa dei Santi Giovanni Battista e Rocco, attestata anche come chiesa di San Rocco Confessore o chiesa dei Santi Rocco e Sebastiano, è la parrocchiale di Germignaga, in provincia di Varese ed arcidiocesi di Milano; fa parte del decanato di Luino.

## Storia
Grazie ad un documento del XIV secolo si sa che Germignaga era compresa nella pieve di Valtravaglia.
In seguito alla peste del 1523, nel centro del paese sorse per volere di un certo Giovanni Pietro Calderoni una piccola cappella quadrata dedicata a San Rocco, che veniva invocato contro le pestilenze. Questo edificio successivamente è attestato con il doppio titolo di San Rocco e San Sebastiano. Nel 1578 iniziò l'ampliamento della chiesetta, promosso dall'arcivescovo Carlo Borromeo. Dalla relazione della visita pastorale dell'arcivescovo Federico Borromeo 1596 s'apprende che i lavori erano terminati da non molto. Nel 1644 vennero gettate le fondamenta del campanile e nel 1685 si decise di ingrandire la chiesa, ma questo progetto non fu portato a termine, dato che i lavori furono interrotti dopo non molto.
All'inizio del XVIII secolo si optò per una riedificazione totale e il progetto fu affidato a Carlo Federico Pietrasanta. La chiesa attuale venne costruita a partire dal 1707; fu definitivamente terminata nel 1740. Durante la sua visita pastorale del 1827, l'arcivescovo di Milano Carlo Gaetano di Gaisruck spronò la popolazione ad ampliare il coro, che fu effettivamente qualche anno dopo, ovvero nel 1832. Nel 1835 la parrocchialità venne qui trasferita dalla vecchia chiesetta di San Giovanni Battista sul colle. Tra il 1836, anno in cui entrò a far parte del vicariato di Luino, ed il 1844 l'edificio fu modificato su progetto di Natale Pugnetti. Nel 1895, come annotato dall'arcivescovo Ferrari, i fedeli erano 2500. Infine, la parrocchiale venne restaurata tra il 1994 ed il 1995.